# 영파여자고등학교
영파여자고등학교(英坡女子高等學校)는 대한민국 서울특별시 송파구 풍납동에 위치한 사립 고등학교이다.

## 학교 연혁
- 1966년 8월 1일 : 합자회사 「광성요업사」 사장 박수길 선생 투자로 본교사 신축
- 1967년 3월 30일 : 학교법인 「영파학원」 설립 인가, 이사장 박수길 선생 취임
- 1967년 10월 28일 : 영파여자중학교 설립 인가 (2학급씩 6학급)
- 1968년 5월 15일 : 초대 교장 유영근 선생 취임
- 1972년 12월 29일 : 영파여자종합고등학교 설립 인가 (5학급씩 15학급)
- 1973년 10월 29일 : 교명변경 인가 (종합고등학교 → 인문고등학교)
- 1976년 1월 18일 : 고등학교 제1회 졸업식 거행
- 1979년 12월 30일 : 고등학교 신축교사 준공 (지하 1층, 지상 5층)
- 1982년 11월 10일 : 교실 및 강당 증설
- 1986년 12월 30일 : 고등학교 2부 12학급씩 36학급 증설
- 1997년 2월 1일 : 이사장 박태영 선생 취임
- 1998년 7월 10일 : 1부 22학급으로 감축, 2부 폐교로 학칙 변경
- 2011년 7월 20일 : 영파특별관 준공
- 2020년 3월 1일 : 제12대 교장 김성곤 선생 취임

## 참고 자료
- 영파여자고등학교 - 한국교육학술정보원 학교알리미